# Зуевка
Зу́евка — город (с 1944) в России, административный центр Зуевского района Кировской области.
Население 9767 человек (2021).
Город расположен в 121 километре от областного центра города Кирова.

## История
Чтобы соединить центральные районы России с Уралом, Сибирью и Дальним Востоком, в конце XIX века была построена железная дорога Пермь — Котлас. При проектировании станции на этой дороге обычно привязывали к уже обжитым населённым пунктам.
В то время на реках Косе и Кордяге работали небольшие бумажные фабрики, которым необходимые материалы доставлялись по воде на шитиках и плоскодонках. Тем же путём, из притоков в Чепцу, а затем в Вятку сплавлялась готовая продукция.
Фабрикантов Платунова и Рязанцева вполне устраивало такое положение, позволявшее держать в руках рабочих, отрезанных от внешнего мира. В лице будущей станции появлялся реальный конкурент, куда могла уйти рабочая сила. Фабриканты знали, что подённая заработная плата на железной дороге составляла 50—60 копеек, они же платили по 15—20.
Шатунов и Рязанцев подкупили инженера, руководившего изыскательскими работами, с целью отвести подальше от себя место строительства новой станции. Станция была спроектирована почти посередине между Кордягой и Косой, в безлюдном болотистом месте. В 1896 году строители приехали возводить новую станцию. Они расквартировались в деревне Зуи. Совсем рядом располагались болотистые места. Тут же, где надо было начинать строительство, располагалось небольшое озеро. Царский указ требовал построить железнодорожную магистраль по самому короткому пути (хотя были и другие, с более твёрдым грунтом, но длиннее), и размышлять было бесполезно. В том же 1896 году строители заложили будущее паровозное депо и станцию. Место под магистральное полотно пришлось значительно поднимать за счёт насыпной земли.
По-настоящему работы развернулись в 1897 году. 21 октября 1898 года на участке Вятка — Глазов проследовал первый состав. Расстояние в 200 вёрст он преодолел за 12 часов, скорость составила 16,5 версты в час. В период подготовки к пуску железной дороги в эксплуатацию составлялось расписание движения поездов, а именно в этом расписании 1898 года впервые безымянная станция была названа Зуевкой (по названию близлежащей деревни Зуи). Сначала поезда ходили через станцию один раз в неделю. С пуском 1 февраля 1899 года участка дороги Котлас — Пермь протяжённостью 804 километра, это движение стало интенсивнее.
К моменту пуска железной дороги в пристанционном посёлке были построены небольшое здание паровозного депо на 7 мест для организации подъёмочного и промывочного ремонта паровозов, водонапорная башня, 7 жилых домов. Строения располагались только с южной стороны железной дороги, с северной — стоял лес.
В первые годы были построены три небольшие улицы, которые долго не имели имён, лишь после революции их назвали: 1-я Советская, 2-я Советская и Республики, сооружены баня, приёмный покой, две частные лавки.
В 1909 году на станционных путях впервые появилось освещение, установили 4 керосиновых фонаря. Продолжительное время посёлок не имел своих органов управления и административно подчинялся Сезеневскому волостному правлению. К двадцатым годам уже стало очевидным несоответствие того, что более крупный пристанционный посёлок находится в подчинении у небольшого села, расположенного в десяти километрах от железной дороги. Местные железнодорожники не раз обращались в Слободской уездный исполком, чтобы решить этот вопрос.
В марте 1921 года была получена инструкция, составленная из 24 пунктов: «О выборах Зуевского поселкового Совета». Выборы состоялись 20 мая того же года, в них приняло участие 1500 избирателей, в поселковый Совет избрали 30 депутатов. Первым председателем Совета стал А. М. Есюнин, его заместителем избрали П. К. Малышева, секретарём исполкома — П. К. Лубнина, членами исполкома — Лебедева, Зырянова, Смольникова, Вагину. Первое заседание исполкома проходило в здании, которое стоит и поныне (ул. Торговая, 37).
В 1924 году произошло укрупнение волостей, Зуевка становится центром волости, в которую вошли Косинская и Сезеневская волости.
В 1929 году в стране проводилась новая государственная реформа управления, был осуществлён переход от волостного деления на районное. Зуевка стала центром района, в который вошли ряд волостей Слободского, Вятского и Глазовского уездов. Район в то время входил в Вятский округ Нижегородского края. Первый райисполком размещался, как и волостной комитет, в южной части города.
Народное хозяйство страны начало наращивать темпы в 1920-х — 1930-х годах. В связи с этим увеличился поток товарных и пассажирских поездов, проходящих через станцию Зуевка. Это потребовало реконструкции железнодорожных предприятий, которую провели в предвоенные годы.
Во время Великой Отечественной войны население посёлка резко увеличилось. В Зуевку приехали эвакуированные жители Ленинградской, Великолукской и других областей. В марте 1944 года был опубликован указ Президиума Верховного Совета РСФСР, согласно которому Зуевка получила статус города.

## Зуевка во время Великой Отечественной войны
В первый же день войны в Зуевке состоялось заседание бюро райкома комсомола, на котором рассматривались заявления комсомольцев, желающих незамедлительно идти на фронт. Немало заявлений поступило и в райвоенкомат. За годы войны почти каждый четвёртый житель района был призван или добровольно ушёл на войну. 7645 человек не вернулись, из них около четырёх тысяч — зуевчане.
С фронта поступали раненые. Для их лечения организовали госпитали. Был такой в Зуевке, его номер 3162. Первый корпус располагался в школе № 37, второй — в школе № 1, третий — в школе № 38. Здания ещё трёх корпусов не сохранились, это бывший дом пионеров, бывшая районная поликлиника (напротив школы № 2) и дом колхозника.
Штаб госпиталя находился на улице Кирова в ныне жилом деревянном двухэтажном доме, через дорогу от хлебоприёмного предприятия. Врачи, медсёстры круглосуточно вели борьбу за раненых солдат и офицеров, но не всегда удавалось вырвать жизнь человека из жёстких тисков смерти. Больше умирающих было в корпусе № 1, где располагалось хирургическое отделение с операционной. То ли случайно, то ли это было специально так продумано, совсем недалеко от корпуса находилось старое кладбище, где хоронили умерших.

## Население
| 1905    | 1926    | 1931    | 1939    | 1943    | 1959    | 1967    | 1970    | 1979    |
| ------- | ------- | ------- | ------- | ------- | ------- | ------- | ------- | ------- |
| 341     | ↗3650   | ↗6200   | ↗12 400 | ↗22 300 | ↘19 903 | ↘18 000 | ↘17 001 | ↘16 162 |
| 1989    | 1992    | 1993    | 1996    | 1998    | 2002    | 2003    | 2005    | 2006    |
| ↘16 112 | ↘15 700 | ↗16 000 | ↘15 900 | ↘15 600 | ↘12 600 | →12 600 | ↘12 400 | →12 400 |
| 2007    | 2008    | 2009    | 2010    | 2011    | 2012    | 2013    | 2014    | 2015    |
| ↘12 300 | →12 300 | ↘12 149 | ↘11 198 | ↗11 200 | ↘11 150 | ↘11 065 | ↘10 945 | ↘10 834 |
| 2016    | 2017    | 2018    | 2019    | 2020    | 2021    |         |         |         |
| ↘10 697 | ↘10 595 | ↘10 447 | ↘10 313 | ↘10 166 | ↘9767   |         |         |         |

На 1 января 2025 года по численности населения город находился на 935-м месте из 1124 городов Российской Федерации.

## Экономика

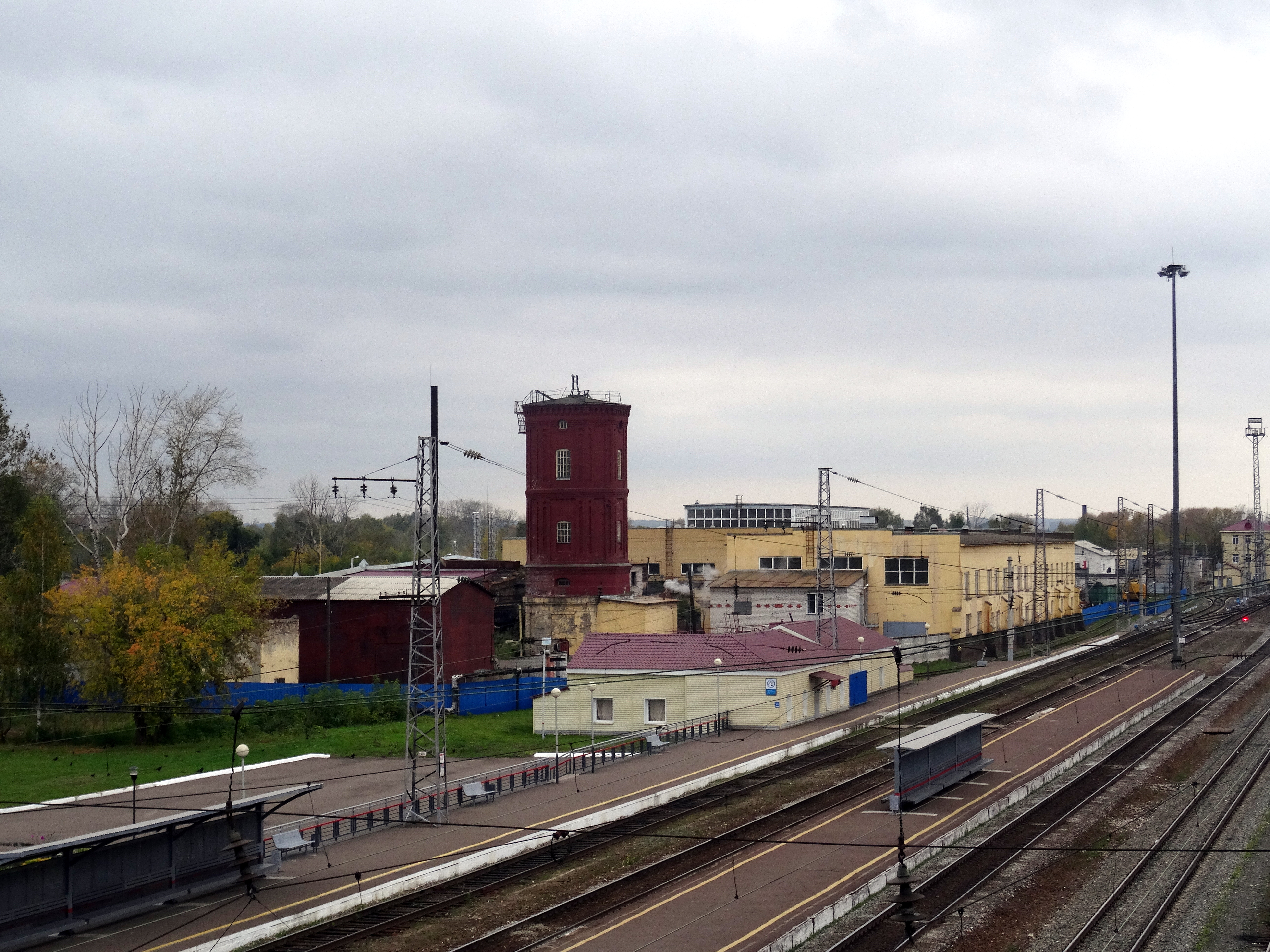
Железнодорожная станция Зуевка

Центральное место в районе занимает сельское хозяйство, промышленность представлена предприятиями бумажной и пищевой отраслей. В числе предприятий:
- ремонтно-механический завод,
- механический завод нестандартизированного оборудования,
- молочный завод,
- пищекомбинат,
- хлебозавод,
- птицефабрика.

В Зуевке находилась узкоколейная железная дорога торфовозного назначения. Она была разобрана в 1970-х годах.

## География
Город расположен на левобережной стороне реки Чепцы, одного из крупных притоков Вятки. Расстояние от реки до города около 6-8 километров. С востока, юга и запада Зуевка окружена возвышенностями, в сторону севера, к реке расположен плавный уклон, который, в основном, состоит из большого болотного массива. В пределах города и в окрестностях порода, главным образом, представляет красновато-бурую пластичную глину и суглинки с редкими включениями гравия, супесей и песков. К северу от города залегает торф толщиной слоя от нескольких сантиметров до 6,5 метра. Промышленные предприятия, в основном, расположены в западной части города, что неблагоприятно сказывается для основного жилого массива, так как преобладающие ветра: северо-западный, западный и юго-западный. Главными природными богатствами окрестностей можно считать лес, торф и стройматериалы: глину, песок, гравий.

## Известные люди
- Гредин, Анатолий Леонидович — российский политик, председатель Правительства Свердловской области в 2009—2012 гг.
- Кириллова, Фаина Михайловна — математик, член-корреспондент НАН Беларуси.
- Шавкунов, Олег Иванович — российский рок-музыкант, перкуссионист рок-группы «Аквариум» с 1997 по 2014 год.